# Balatonőszöd, Somogy
Balatonőszöd  este un sat în districtul Siófok, județul Somogy, Ungaria, având o populație de 509 locuitori (2011). 

## Demografie
Componența etnică a satului Balatonőszöd
     Maghiari (97,88%)
     Germani (2,12%)
Componența confesională a satului Balatonőszöd
     Reformați (16,31%)
     Fără religie (7,47%)
     Atei (1,18%)
     Necunoscută (74,46%)
     Luterani (0,59%)
     Alte religii (6,09%)
Conform recensământului din 2011, satul Balatonőszöd avea 509 locuitori. Din punct de vedere etnic, majoritatea locuitorilor (97,88%) erau maghiari, existând și minorități de germani (2,12%) și arabi (1,41%). Nu există o religie majoritară, locuitorii fiind reformați (16,31%), persoane fără religie (7,47%) și atei (1,18%). Pentru 74,46% din locuitori nu este cunoscută apartenența confesională.